# Гельванґшпіц
Гельванґшпіц (нім. Helwangspitz) — гора в Ліхтенштейні, висотою — 1 999 м. Ця гора належить до гірського масиву Ретікон в Східних Альпах.
Гора розташована в центральній частині Ліхтенштейну. На схід від столиці країни — Вадуца, в її підніжжі розкинулася північно-східна частина столиці країни.